# The Runaways (film 2010)
The Runaways è un film del 2010 diretto da Floria Sigismondi e interpretato da Kristen Stewart e Dakota Fanning. È un film che racconta la storia dell'omonimo gruppo rock femminile degli anni settanta, in parte ispirato all'autobiografia del 1989 della cantante Cherie Currie Neon Angel. The Cherie Currie Story.

## Trama
Jett e Currie da ribelli ragazze di strada di Los Angeles diventano delle rock star nel leggendario gruppo che ha spianato la strada alle future generazioni di band femminili. Il gruppo è plasmato dal produttore Kim Fowley, che lo trasforma in un successo scandaloso. Con la sua dura immagine la band si guadagna rapidamente un nome, e così le sue due leader: Joan è il cuore rock del gruppo, mentre Cherie, con il suo look Bowie-Bardot, è la sex kitten.

## Cast
- Kristen Stewart è Joan Jett, cofondatrice e chitarrista del gruppo.
- Dakota Fanning è Cherie Currie, cantante del gruppo.
- Scout Taylor-Compton è Lita Ford, chitarrista del gruppo.[2]
- Stella Maeve è Sandy West, cofondatrice e batterista del gruppo.
- Alia Shawkat è Robin, bassista del gruppo (personaggio inventato, creato a causa di questioni giuridiche che impedivano la rappresentazione della bassista Jackie Fox[3]).
- Riley Keough è Marie Currie, sorella gemella di Cherie Currie.
- Hannah Marks è Tammy, una groupie.
- Keir O'Donnell è Rodney Bingenheimer, radio dj.
- Michael Shannon è Kim Fowley, manager e produttore del gruppo.
- Tatum O'Neal è Marie Harmon, madre di Cherie e Marie Currie.

## Colonna sonora
La colonna sonora ufficiale del film è stata pubblicata il 23 marzo 2010.

### Tracce
1. Nick Gilder - Roxy Roller
2. Suzi Quatro - The Wild One
3. MC5 - It's a Man's Man's Man's World
4. David Bowie - Rebel Rebel
5. Dakota Fanning - Cherry Bomb
6. The Runaways - Hollywood
7. Dakota Fanning - California Paradise
8. The Runaways - You Drive Me Wild
9. Dakota Fanning & Kristen Stewart - Queens Of Noise
10. Kristen Stewart & Dakota Fanning - Dead End Justice
11. The Stooges - I Wanna Be Your Dog
12. The Runaways - I Wanna Be Where The Boys Are
13. Sex Pistols - Pretty Vacant
14. Joan Jett - Don't Abuse Me
15. Joan Jett - Bad Reputation

## Distribuzione
Dopo il debutto in anteprima al Sundance Film Festival il 24 gennaio 2010, il film è stato distribuito negli Stati Uniti in edizione limitata il 19 marzo 2010 e in tutte le sale il 9 aprile dello stesso anno.
La pellicola non è uscita nelle sale italiane.